# Tugali
Tugali is een geslacht van weekdieren uit de klasse van de Gastropoda (slakken).

## Soorten
- Tugali aranea Marwick, 1928 †
- Tugali barnardi (Tomlin, 1932)
- Tugali carinata (A. Adams, 1852)
- Tugali chilensis McLean, 1970
- Tugali cicatricosa A. Adams, 1852
- Tugali colvillensis Finlay, 1926
- Tugali decussata A. Adams, 1852
- Tugali elata (Suter, 1917) †
- Tugali elegans Gray, 1843
- Tugali kumeroa C. A. Fleming, 1943 †
- Tugali navicula Finlay, 1926 †
- Tugali oblonga (Pease, 1861)
- Tugali opuraensis Bartrum & Powell, 1928 †
- Tugali parmophoidea (Quoy & Gaimard, 1834)
- Tugali pliocenica Finlay, 1926 †
- Tugali scutellaris A. Adams, 1852
- Tugali stewartiana Powell, 1939
- Tugali superba Powell, 1934 †
- Tugali suteri (Thiele, 1916)